# C16H23NO3
化学式C16H23NO3（摩尔质量：277.36 g/mol）可以指：
- 帕高洛尔，CAS号：47082-97-3
- N-ethylheptylone PubChem CID：163195976

|  | 这个同类索引页列出了具有相同分子式的化学物（即同分異構體）条目。 除非您是有意链接至本页，否则应将相应条目的内部链接指向正确的条目。 |